# Lance Ito
 (juillet 2017).
Si vous disposez d'ouvrages ou d'articles de référence ou si vous connaissez des sites web de qualité traitant du thème abordé ici, merci de compléter l'article en donnant les références utiles à sa vérifiabilité et en les liant à la section « Notes et références ».
Lance Allan Ito (né le 2 août 1950 à Los Angeles) est le juge américain qui a présidé l'affaire O. J. Simpson alors qu'il était juge pour la Cour supérieure du comté de Los Angeles.

## Biographie
Lance Ito a pour parents Jimmy et Toshi Ito. Au lycée John Marshall, il est président du bureau des étudiants et reçoit le prix du meilleur athlète en 1968. Il obtient son bachelor avec mention à l'université de Californie à Los Angeles, puis un doctorat en droit à l'université de Californie à Berkeley en 1975. Il rejoint le bureau du procureur de Los Angeles deux ans plus tard.
En 1981, Lance Ito se marie à Margaret Ann York, première femme chef adjoint de la police de Los Angeles. En 1992, il préside le procès du financier Charles Keating, qui est condamné à une peine de 10 ans d'emprisonnement. Cette peine est annulée pour faute du juge Ito, qui a oublié de mentionner au jury l'intention de fraude de Keating.
En 1995, le juge Ito préside l'affaire O. J. Simpson. Son instruction est contestée, du fait qu'il ait accepté des caméras pour filmer l'intégralité des débats. Il lui est également reproché d'avoir laissé entrer dans son tribunal la « carte raciale »[Quoi ?]. Pendant le procès, l'accusation lui demande de se récuser à la suite de la découverte d'enregistrements audio dans lesquels Mark Fuhrman insulte sa femme.
Après l'affaire, il refuse de donner des interviews aux journalistes et de commenter l'affaire. En avril 2012, il est annoncé que sa cour est fermée avec 55 autres pour des raisons budgétaires. Il prend sa retraite en 2015.